# Helsingin työväenteatteri
Helsingin työväenteatteri grundades 1930 i huvudstadens finska arbetarförenings hus i Vallgård, men hade anor redan från arbetarföreningens första tider i Sörnäs, där amatörsällskapet Sörnäisten työväen näytelmäseura 1902 antog karaktären av en fast scen. Småningom anställdes ett antal professionella skådespelare på Helsingin työväenteatteri, vars konstnärliga genombrott inträffade under Arvi Tuomis chefstid 1940–1951. Teatern sammanslogs 1948 med Helsingin kansanteatteri till Helsingin kansanteatteri-työväenteatteri, men fortsatte att spela på Vallgårdsscenen, tills den uppgick i Helsingfors stadsteater.